# Margherita di Kleve (1416-1444)
Margherita di Kleve (23 febbraio 1416 – Stoccarda, 20 maggio 1444) fu una principessa di Kleve e duchessa di Baviera e del Württemberg.
Era la primogenita del duca Adolfo I di Kleve e di Maria di Borgogna (1393-1463).

## Biografia
Venne data in moglie al duca di Baviera Guglielmo III, che sposò a Basilea l'11 maggio 1433.
Diede al marito due figli che morirono bambini:
- Adolfo (Monaco, 1434-Monaco, 1440);
- Guglielmo (Monaco, 1435).

Margherita rimase vedova lo stesso anno in cui diede alla luce il secondo figlio. Ereditò il ducato il piccolo Adolfo.
Sposò in seconde nozze il duca Ulrico V di Württemberg a Stoccarda il 29 gennaio 1441.
Il matrimonio durò tre anni, fino alla morte di Margherita che riuscì a dare al marito due figlie:
- Caterina (7 dicembre 1441-Würzburg, 28 giugno 1497), suora a Laufen;
- Margherita (1442-Liebenau, 21 luglio 1479), suora a Liebenau.

## Ascendenza
|                       |                        |                              | Genitori                   |  |  | Nonni |  |  | Bisnonni          |  |  | Trisnonni                 |  |
|                       |                        |                              |                            |  |  |       |  |  | Adolfo II di Mark |  |  | Engelberto II de la Marca |  |
|                       |                        |                              |                            |  |  |       |  |  | Adolfo II di Mark |  |  | Engelberto II de la Marca |  |
|                       |                        | Matilde d'Arenberg           |                            |  |  |       |  |  | Adolfo II di Mark |  |  |                           |  |
| Adolfo III di Mark    |                        |                              |                            |  |  |       |  |  | Adolfo II di Mark |  |  |                           |  |
|                       |                        | Margherita di Kleve          | Teodorico VII di Kleve     |  |  |       |  |  |                   |  |  |                           |  |
|                       |                        | Margherita di Kleve          | Teodorico VII di Kleve     |  |  |       |  |  |                   |  |  |                           |  |
|                       |                        | Margherita di Kleve          | Margherita di Gheldria     |  |  |       |  |  |                   |  |  |                           |  |
| Adolfo I di Kleve     |                        | Margherita di Kleve          |                            |  |  |       |  |  |                   |  |  |                           |  |
|                       |                        | Gerardo di Berg              | Guglielmo I di Jülich      |  |  |       |  |  |                   |  |  |                           |  |
|                       |                        | Gerardo di Berg              | Guglielmo I di Jülich      |  |  |       |  |  |                   |  |  |                           |  |
|                       |                        | Gerardo di Berg              | Giovanna di Hainaut        |  |  |       |  |  |                   |  |  |                           |  |
| Margherita di Berg    |                        | Gerardo di Berg              |                            |  |  |       |  |  |                   |  |  |                           |  |
|                       |                        | Margherita di Ravensberg     | Ottone IV di Ravensberg    |  |  |       |  |  |                   |  |  |                           |  |
|                       |                        | Margherita di Ravensberg     | Ottone IV di Ravensberg    |  |  |       |  |  |                   |  |  |                           |  |
|                       |                        | Margherita di Ravensberg     | Margherita di Berg-Windeck |  |  |       |  |  |                   |  |  |                           |  |
| Margherita di Kleve   |                        | Margherita di Ravensberg     |                            |  |  |       |  |  |                   |  |  |                           |  |
|                       | Filippo II di Borgogna | Giovanni II di Francia       |                            |  |  |       |  |  |                   |  |  |                           |  |
|                       | Filippo II di Borgogna | Giovanni II di Francia       |                            |  |  |       |  |  |                   |  |  |                           |  |
|                       | Filippo II di Borgogna | Bona di Lussemburgo          |                            |  |  |       |  |  |                   |  |  |                           |  |
| Giovanni di Borgogna  | Filippo II di Borgogna |                              |                            |  |  |       |  |  |                   |  |  |                           |  |
|                       |                        | Margherita III delle Fiandre | Luigi II di Fiandra        |  |  |       |  |  |                   |  |  |                           |  |
|                       |                        | Margherita III delle Fiandre | Luigi II di Fiandra        |  |  |       |  |  |                   |  |  |                           |  |
|                       |                        | Margherita III delle Fiandre | Margherita di Brabante     |  |  |       |  |  |                   |  |  |                           |  |
| Maria di Borgogna     |                        | Margherita III delle Fiandre |                            |  |  |       |  |  |                   |  |  |                           |  |
|                       |                        | Alberto I di Baviera         | Ludovico il Bavaro         |  |  |       |  |  |                   |  |  |                           |  |
|                       |                        | Alberto I di Baviera         | Ludovico il Bavaro         |  |  |       |  |  |                   |  |  |                           |  |
|                       |                        | Alberto I di Baviera         | Margherita II di Hainaut   |  |  |       |  |  |                   |  |  |                           |  |
| Margherita di Baviera |                        | Alberto I di Baviera         |                            |  |  |       |  |  |                   |  |  |                           |  |
|                       |                        | Margherita di Brieg          | Ludovico I il Giusto       |  |  |       |  |  |                   |  |  |                           |  |
|                       |                        | Margherita di Brieg          | Ludovico I il Giusto       |  |  |       |  |  |                   |  |  |                           |  |
|                       |                        | Margherita di Brieg          | Agnese di Sagan            |  |  |       |  |  |                   |  |  |                           |  |
|                       |                        | Margherita di Brieg          |                            |  |  |       |  |  |                   |  |  |                           |  |